# 伊斯特拉-罗马尼亚语
伊斯特拉-罗马尼亚语属于东罗曼语支，或者说是罗马尼亚语的一种方言。位于罗马尼亚之外的所有罗马尼亚语（也称为达科-罗马尼亚语）或罗马尼亚语方言都和罗马尼亚国家的官方语言有紧密联系。伊斯特拉-罗马尼亚语分布在亚得里亚海北部的伊斯特拉半岛上，严格地说，主要分布在克罗地亚和斯洛文尼亚接壤的契恰里亚山脉(Ciceria ，Ćićarija，古名：ancient Mons Carusadius)地区直至意大利的的里雅斯特的狭长区域里的几个小村庄和乡村里。这些村庄的居民至今还称他们自己为瓦拉克人Vlahi (斯拉夫人对他们的称呼), Rumeni, Rumêri 或Rumâri，也叫Ćići和Ćiribiri (这是对说伊斯特拉-罗马尼亚语人的一种轻蔑的称呼)。
伊斯特拉-罗马尼亚语分为两种方言：塞雅内（Žejane）的契契(Ćići)，苏斯涅维卡(Šušnjevica)的瓦拉克(Vlahi)，尽管村与村之间的方言有些差别，但他们的语言是相通的。
粗略估计有不到1000人讲伊斯特拉-罗马尼亚语，作为欧洲小语种，被联合国教科文组织的频危语言红皮书列入严重频危语言。因为克罗地亚只有八个小村庄和两个大一些的村镇塞雅内和苏斯涅维卡讲伊斯特拉-罗马尼亚语，当地也没有本族语的教育机构和新闻媒体，甚至不被当局重视，由于一些历史原因，大批伊斯特拉-罗马尼亚人在1947年2月10日巴黎和约的签订后被迫离开伊斯特拉半岛，条约中规定伊斯特拉半岛(一战后归属意大利)划归南斯拉夫，之后克罗地亚和斯洛文尼亚又把伊斯特拉半岛一分为二，意大利只获得了接近的里雅斯特附近的部分区域。

## 语法
伊斯特拉-罗马尼亚语语法

## 语言
伊斯特拉-罗马尼亚语有以下特点：
- 如阿罗马尼亚语，词首添加字母a- ，而达科-罗马尼亚语词首没有添加。 也有些词首添加的又消失的：例如： (a)prope（大约，接近），(a)ratå(展示)， (a)ve。
- 重音 á 变为 å /ɔ/ ，罗马尼亚的巴纳特地区也有这一现象。
- ă-á 变为 a-å例如： măritá（达罗）> maritå（伊罗） (嫁给), arătá（达罗）> (a)ratå （伊罗）(展示);
- au变为åv，类似变化出现在阿罗马尼亚语中，例如： aud （达罗）> avdu（阿罗），åvdu（伊罗） (我听见) ；preot （达罗）> AR/IR preftu （阿罗、伊罗）(神父)。
- 跟在双唇音后的-e保持不变, 反之在达罗中变为 –ă，例如： per （伊罗）< păr （达罗）(头发/梨树), pemint （伊罗）< pămînt（达罗） (大地)。
- 达罗中的重音 -eá- 变为重音 -é-，例如：leac（达罗） > lec （伊罗）(治疗(法)，药物)， leagăn（达罗） > legăr（伊罗） (摇篮)，fată（达罗） > fetĕ（伊罗）(女孩);
- 辅音群 cľ 和 gľ 只出现在伊斯特拉-罗马尼亚语、阿罗马尼亚语和梅格兰尼-罗马尼亚语中，这表明13世纪前伊斯特拉-罗马尼亚语就从达科-罗马尼亚语的方言中分离出去，辅音群cľ 和 gľ 倾向于 k' 和 g'，例如： inclūdēre（拉丁语）> cľide（伊罗），ancľide（梅罗）> închide（达罗） (关闭), glacia（拉丁语）> gľåţĕ（伊罗），gľeţ （阿罗/梅罗）>gheaţă （达罗）(冰)。
- 双唇音 p, b, f, v 和 m 显现出西部罗曼语的下列演变过程：

| 伊罗         | 阿罗      | 梅罗    | 罗马尼亚语 | 英语                  |
| ------------ | --------- | ------- | ---------- | --------------------- |
| pićor = foot | cicior    | picior  | picior     | leg腿                 |
| kľeptu       | cheptu    | kľeptu  | piept      | chest胸               |
| bire         | ghine     | bini    | bine       | well, good好          |
| bľerå        | azghirari | zber    | zbiera     | to roar吼叫           |
| fiľu         | hilj      | iľu     | fiu        | son儿子               |
| fiľa         | hilje     | iľe     | fiică      | daughter女儿          |
| ficåt        | hicat     |         | ficat      | liver生活者           |
| fi           | hire      | ire     | fi         | to be是，存在         |
| fľer         | heru      | ieru    | fier       | iron铁                |
| viţelu       | yitsãl    | viţål   | viţel      | calf小牛              |
| (g)ľerm      | iermu     | ghiarmi | vierme     | worm虫                |
| viu          | yiu       | ghiu    | viu        | alive活着的           |
| vipt         | yiptu     |         | vipt       | food, grain食物，谷物 |
| mľe(lu)      | njel      | m'iel   | miel       | lamb羔羊              |
| mľåre        | njare     | m'ari   | miere      | honey甜蜜的           |

## 外部連結
- Istro-Romanian Community Worldwide （页面存档备份，存于） - a site created by and for the Istro-Romanian people scattered around the world
- Decebal.it - Associazione di amicizia Italo-Romena
- UNESCO Red Book on Endangered Languages - entry for Istro-Romanian（页面存档备份，存于）
- Ethnologue report for Istro-Romanian （页面存档备份，存于）
- Listening to (and Saving) the World’s Languages （页面存档备份，存于） - a New York Times article focusing on a small segment of a much larger and untapped Istro-Romanian community residing throughout the five boroughs of New York City, as well as elsewhere in the New York-New Jersey-Connecticut tri-state area and other parts of the U.S.A.
- The IstroRomanians in Croatia （页面存档备份，存于）
- Istro-Romanian Swadesh list of basic vocabulary words （页面存档备份，存于） (from Wiktionary's http://en.wiktionary.org/wiki/Appendix:Swadesh_lists（页面存档备份，存于） - Swadesh list appendix)
- The Lost Languages, Found in New York - NYTimes.com （页面存档备份，存于）